# Danuta Pietraszewska
Danuta Róża Pietraszewska z domu Sitek (ur. 8 maja 1947 w Rudzie) – polska polityk, nauczycielka i samorządowiec, posłanka na Sejm V, VI, VII i VIII kadencji.

## Życiorys
Ukończyła studia w zakresie filologii polskiej na Uniwersytecie Śląskim, następnie przez 30 lat pracowała jako nauczycielka.
W 2002 została radną Rudy Śląskiej, po czym objęła funkcję zastępcy prezydenta miasta. W 2005 z listy Platformy Obywatelskiej została wybrana do Sejmu V kadencji w okręgu katowickim (wynikiem 9841 głosów). W wyborach parlamentarnych w 2007 po raz drugi uzyskała mandat poselski, otrzymując 22 790 głosów. Wchodziła w skład komisji śledczej ds. zbadania okoliczności tragicznej śmierci byłej posłanki Barbary Blidy. W wyborach w 2011 z powodzeniem ubiegała się o reelekcję, dostała 25 496 głosów.
W wyborach parlamentarnych w 2015 po raz czwarty uzyskała mandat poselski w okręgu katowickim, otrzymując 11 222 głosy. W Sejmie VIII kadencji została przewodniczącą Komisji Mniejszości Narodowych i Etnicznych oraz członkiem Komisji Ustawodawczej, pracowała też w Komisji Edukacji, Nauki i Młodzieży. Nie kandydowała w kolejnych wyborach w 2019. W październiku 2020, po rozwiązaniu lokalnego koła PO, zrezygnowała z członkostwa w partii.